# Jelena Borissowna Jelessina
Jelena Borissowna Jelessina (russisch Елена Борисовна Елесина, engl. Transkription Yelena Yelesina; * 4. April 1970 in Tscheljabinsk) ist eine ehemalige russische Hochspringerin und Olympiasiegerin.
Jelena Jelessina begann ihre Karriere als Dritte bei den Junioreneuropameisterschaften 1987. 1988 gewann sie Silber bei den Juniorenweltmeisterschaften, 1989 wurde sie Junioreneuropameisterin.
1990 siegte sie bei den Goodwill Games in Seattle und stellte dort ihre persönliche Bestleistung von 2,02 m auf. Bei den Europameisterschaften 1990 gewann sie Bronze mit 1,96 m. 1991 wurde sie mit 1,98 m Zweite der Weltmeisterschaften in Tokio hinter Heike Henkel. 1992 wurde sie bei den Halleneuropameisterschaften Dritte mit 1,94 m. Die Medaillen bis hierhin gewann sie für die Sowjetunion beziehungsweise für die Gemeinschaft Unabhängiger Staaten (GUS).
Wegen Verletzungen und wegen der Geburt ihres Sohnes war Jelena Jelessina dann einige Jahre nicht bei Meisterschaften dabei.
1998 kam sie – nun für Russland startend – zurück und setzte dort an, wo sie 1992 aufgehört hatte. Sie wurde mit 1,94 m erneut Dritte bei den Halleneuropameisterschaften. Bei den Weltmeisterschaften 1999 gewann sie mit 1,99 m Silber hinter der Höhengleichen Inha Babakowa (UKR).
Bei den Olympischen Spielen 2000 in Sydney gewann sie im Hochsprung mit 2,01 m olympisches Gold bei gleicher Höhe zu der zweitplatzierten Hestrie Cloete (RSA).
2003 sprang sie in der Halle 2,02 m und egalisierte damit ihre persönliche (Freiluft-)Bestleistung aus dem Jahr 1990. Bei den Hallenweltmeisterschaften 2003 wurde sie mit 1,99 m Zweite hinter Kajsa Bergqvist (SWE).
Bei einer Körpergröße von 1,83 m betrug ihr Wettkampfgewicht 64 kg.